# Управляемый рекуррентный блок
Управляемые рекуррентные блоки (англ. Gated Recurrent Units, GRU) — механизм вентилей для рекуррентных нейронных сетей, представленный в 2014 году. Было установлено, что его эффективность при решении задач моделирования музыкальных и речевых сигналов сопоставима с использованием долгой краткосрочной памяти (LSTM). По сравнению с LSTM у данного механизма меньше параметров, т.к. отсутствует выходной вентиль.

## Архитектура
{\displaystyle \circ } обозначает произведение Адамара.
{\displaystyle h_{0}=0}. 
{\displaystyle {\begin{aligned}z_{t}&=\sigma _{g}(W_{z}x_{t}+U_{z}h_{t-1}+b_{z})\\r_{t}&=\sigma _{g}(W_{r}x_{t}+U_{r}h_{t-1}+b_{r})\\h_{t}&=z_{t}\circ h_{t-1}+(1-z_{t})\circ \sigma _{h}(W_{h}x_{t}+U_{h}(r_{t}\circ h_{t-1})+b_{h})\end{aligned}}}
Переменные
- {\displaystyle x_{t}}: входной вектор
- {\displaystyle h_{t}}: выходной вектор
- {\displaystyle z_{t}}: вектор вентиля обновления
- {\displaystyle r_{t}}: вектор вентиля сброса
- {\displaystyle W}, {\displaystyle U} и {\displaystyle b}: матрицы параметров и вектор

Функции активации
- {\displaystyle \sigma _{g}}: на основе сигмоиды.
- {\displaystyle \sigma _{h}}: на основе гиперболического тангенса.